# Eutelia

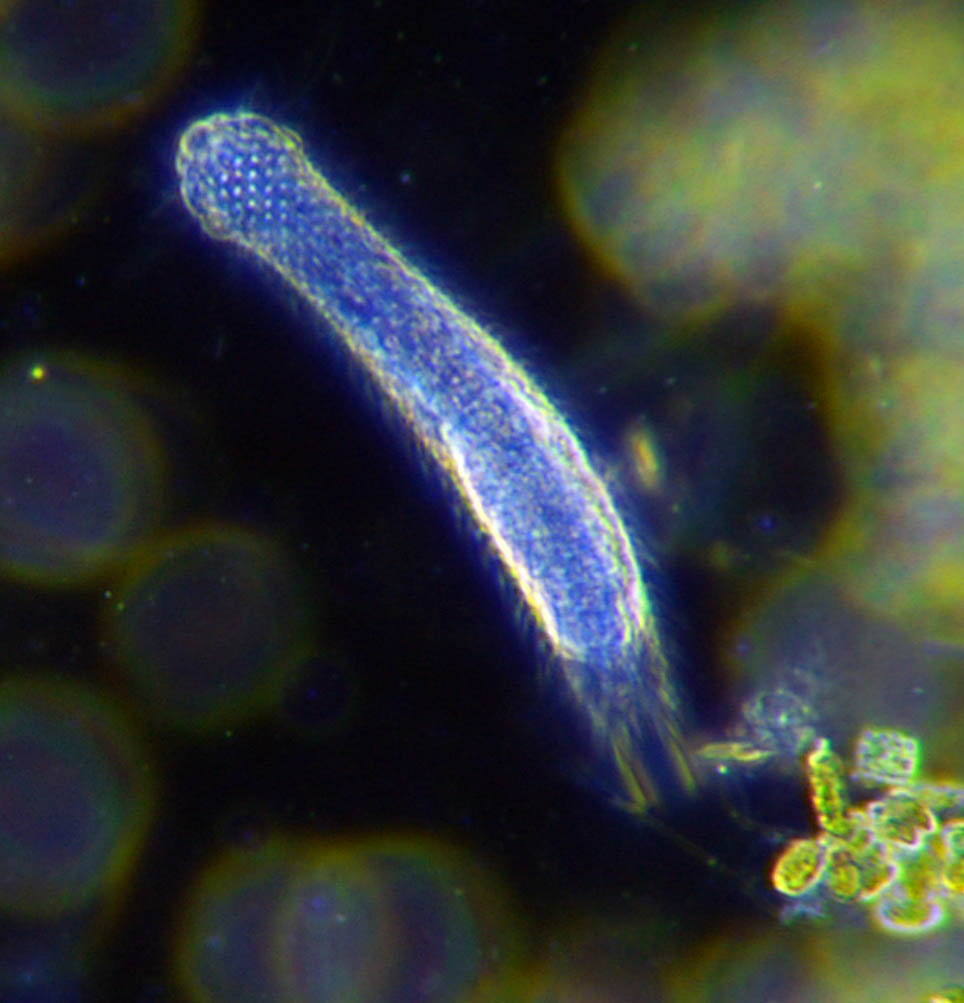
Um gastrotricha adulto, com suas células visíveis. A partir deste ponto, o crescimento só ocorre através do aumento do tamanho das células.

Organismos Eutélicos têm um número fixo de células somáticas ao alcançarem a maturidade, E este número é constante dentro da mesma espécie. O desenvolvimento do organismo acontece por divisão celular até a maturidade; após isso o crescimento ocorre via alargamento celular.
A maioria dos organismos eutélicos é microscópica: exemplos incluem nemátodes, rotíferos, tardígrados e rombozoários.